# Parc historique national de la ruée vers l'or du Klondike
Le parc national historique de la ruée vers l'or du Klondike (Klondike Gold Rush National Historical Park) est un parc national historique des États-Unis commémorant la ruée vers l'or du Klondike à la fin des années 1890. La recherche de l'or se faisait dans le territoire du Yukon au Canada mais le parc comprend les zones d'étapes pour le chemin et les routes menant dans cette direction, situées pour en grande partie en territoire américain. Le parc consiste en quatre unités : trois à Skagway en Alaska et une quatrième situé dans le district historique de Pioneer Square, à Seattle dans l'État de Washington.
L'histoire de la ruée vers l'or du Klondike s'est déroulée des deux côtés de la frontière entre le Canada et les États-Unis. Les sites historiques de Whitehorse et de Dawson City dans le Yukon aussi bien que des sites en Colombie-Britannique évoquent également cette histoire. En 1998, le parc national américain s'est donc joint au site historique national du Chilkoot Trail, au site historique national du complexe historique de Dawson et à d'autres parcs canadiens pour former le parc historique international de la Ruée-vers-l'Or-du-Klondike .

## Unité de Skagway

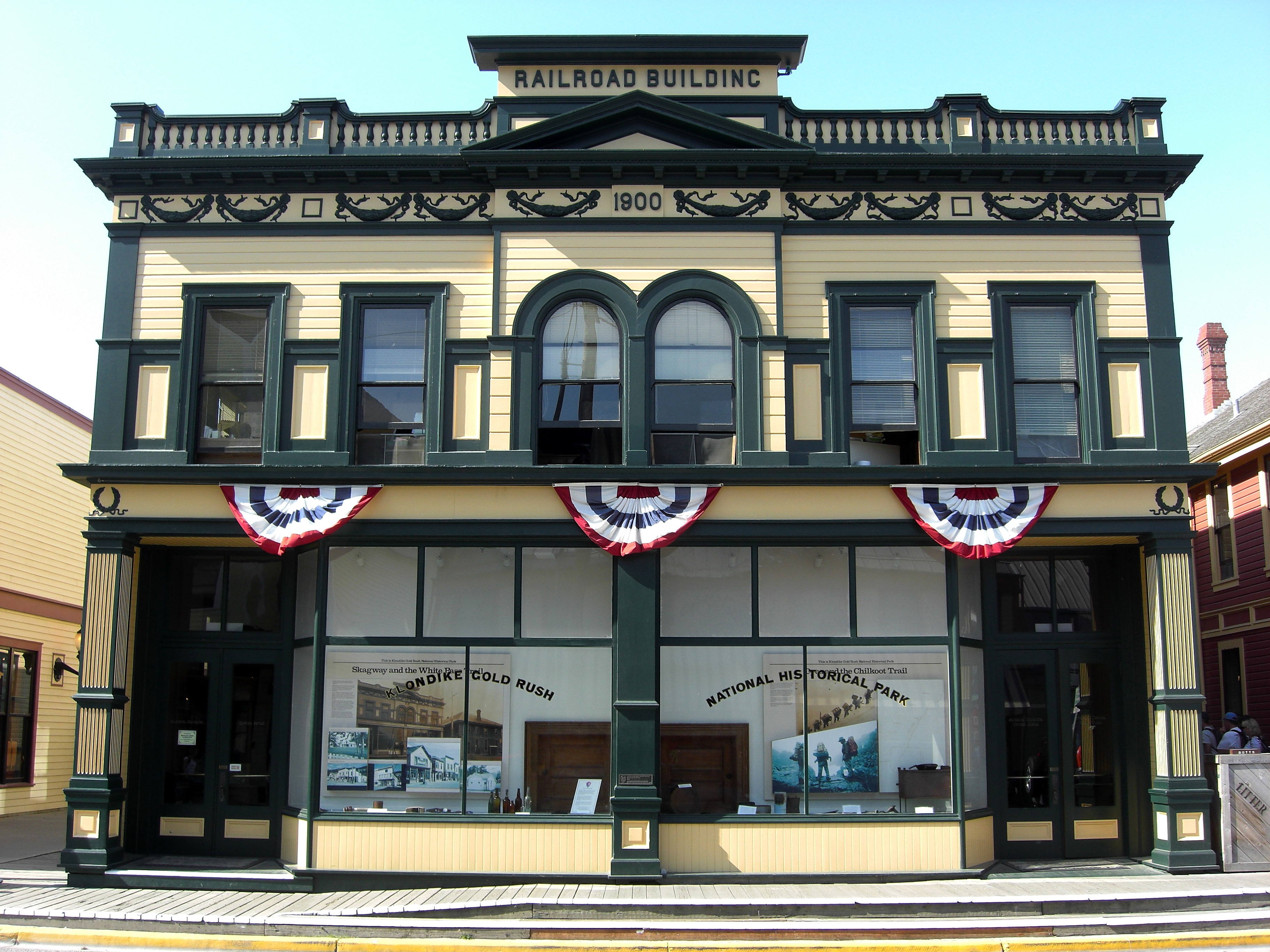
Le musée de l'unité Skagway

Unité de Skagway protège une bonne partie du centre-ville de Skagway qui inclut 15 bâtiments historiques restaurés. Le centre d'accueil est situé dans un entrepôt du White Pass and Yukon Route. Il contient un centre d’interprétation relatant l'histoire de Skagway et de la ruée vers l'or du Klondike. Le parc protège aussi des sections des pistes White et Chilkoot. Cette dernière relie les ruines de Dyea jusqu'au lac Bennett, au Canada, d'où les prospecteurs pouvaient naviguer jusqu'à Dawson City. La piste Chilkoot est cogérée par Parcs Canada et le National Park Service. Un permis est nécessaire pour faire de la randonnée sur ce sentier historique de 53 km.

## Unité de Seattle

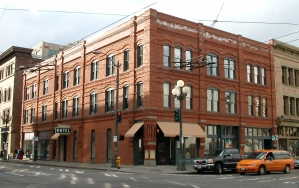
Le centre d'accueil du Parc historique national de la ruée vers l'or du Klondike dans l'hôtel Cadillac

L'unité est entièrement comprise dans le centre de visiteurs, qui est situé dans l'arrondissement historique du Pioneer Square à Seattle. Il sert à la fois de centre d'interprétation et de musée. Il a été inauguré le 2 juin 1979 et était situé dans l'édifice du Union Trust (construit en 1902).

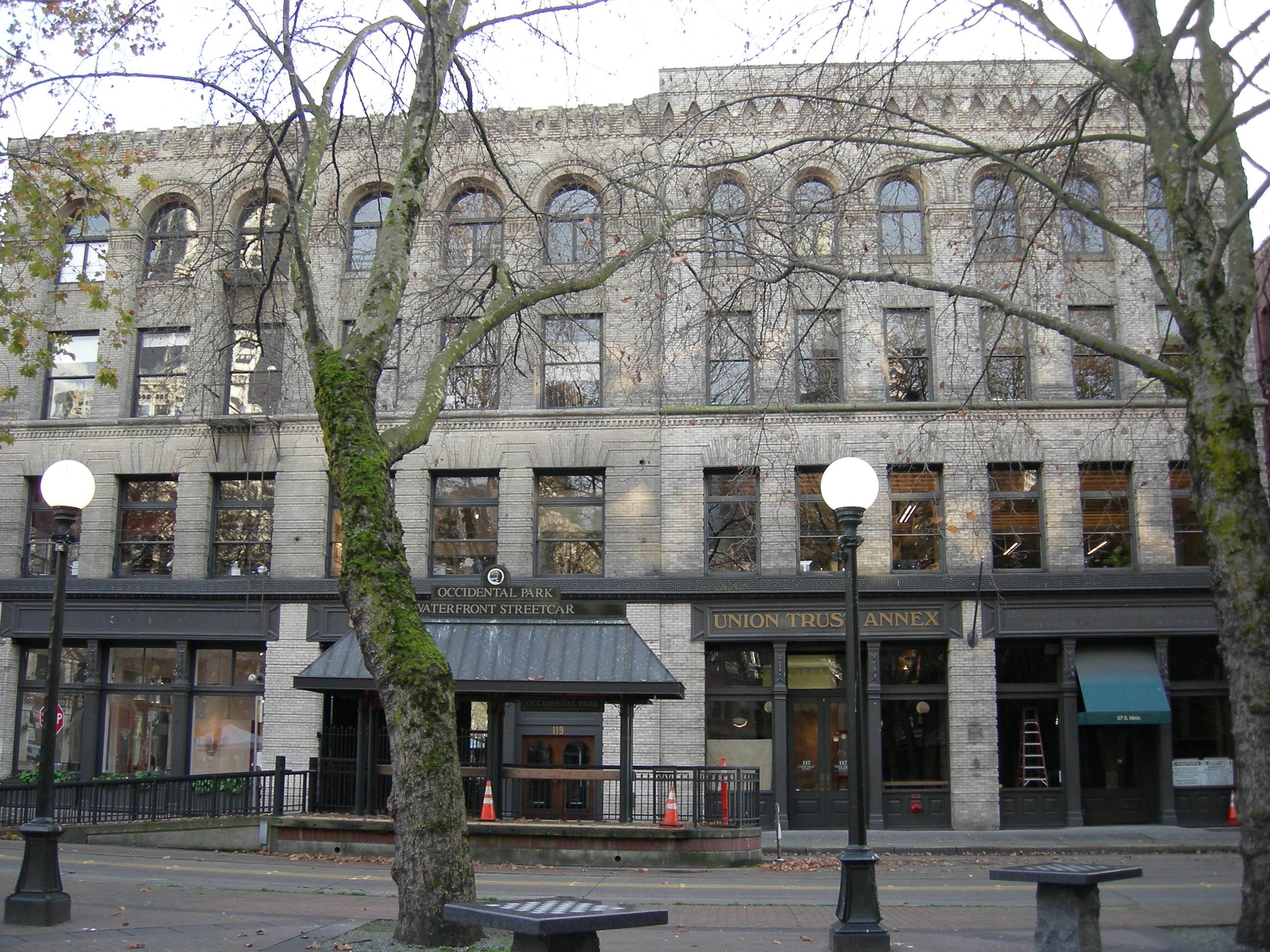
L'ancien centre d'accueil dans l'annexe Union Trust.

Il est maintenant situé dans un édifice construit en 1889, l'hôtel Cadillac. Cet édifice a servi de point de ravitaillement et de rassemblement durant la ruée vers l'or. Il a été particulièrement endommagé lors du séisme de 2001 de Nisqually. Il a été restauré en 2004-2005 et a ouvert comme centre d'accueil de l'unité le 26 juin 2006,.

## Un parc international
En 1969, les gouvernements américain et canadien se sont entendus pour faire de la piste Chilkoot une composante d'un parc historique international. La section américaine a été établie en 1976 comme parc historique national de la ruée vers l'or du Klondike. En 1974, Parcs Canada a commencé à entretenir la portion canadienne de la piste Chilkoot et elle a été désignée lieu historique national du Canada en 1987. C'est en 1998, l'année du centenaire de la ruée vers l'or, que le parc historique international de la Ruée-vers-l'Or-du-Klondike a été créée par les deux pays. Le Canada a inscrit ses sites associés sur la liste indicative du patrimoine mondial en 2004.
Le parc historique international comprend aussi le lieu historique national du Complexe-Historique-de-Dawson, à Dawson City au Yukon, qui comprend 18 édifices historiques. Elle inclut aussi le tronçon Thirty Mile du fleuve Yukon entre le lac Laberge et la rivière Teslin.